# 京成西船駅
京成西船駅（けいせいにしふなえき）は、千葉県船橋市西船四丁目にある、京成電鉄本線の駅である。駅番号はKS20。

## 概要
東日本旅客鉄道（JR東日本）・東京地下鉄（東京メトロ）・東葉高速鉄道の西船橋駅から北に約500メートル（徒歩約8分）の場所に位置しており、通常乗り換え案内は行われない。ただし、JR線などに輸送障害が発生した場合には、振替輸送の関係で優等列車が臨時停車を行うことがある。そのため、駅ホームの有効長は8両分ある。

## 歴史
1970年代前半、当時の日本国有鉄道（国鉄）のストライキ実施で総武本線が不通になった際（当時武蔵野線や京葉線は未開業）、帝都高速度交通営団（現・東京メトロ）東西線からの乗り換え客が当駅に殺到したことがあった。その後、1975年頃に駅施設の拡張が行われた。

### 年表
- 1916年（大正5年）12月30日 - 葛飾駅（かつしかえき）として開業。
  - 葛飾駅の駅名標は、船橋西図書館で見ることができる。
- 1974年（昭和49年） - 駅本屋を改築、跨線橋を新設。構内踏切を廃止[1]。
- 1987年（昭和62年）4月1日 - 京成西船駅に改称[2]。
- 1999年（平成11年） - ホームを8両対応に延伸[1]。
- 2019年（令和元年） - リニューアル工事を実施。

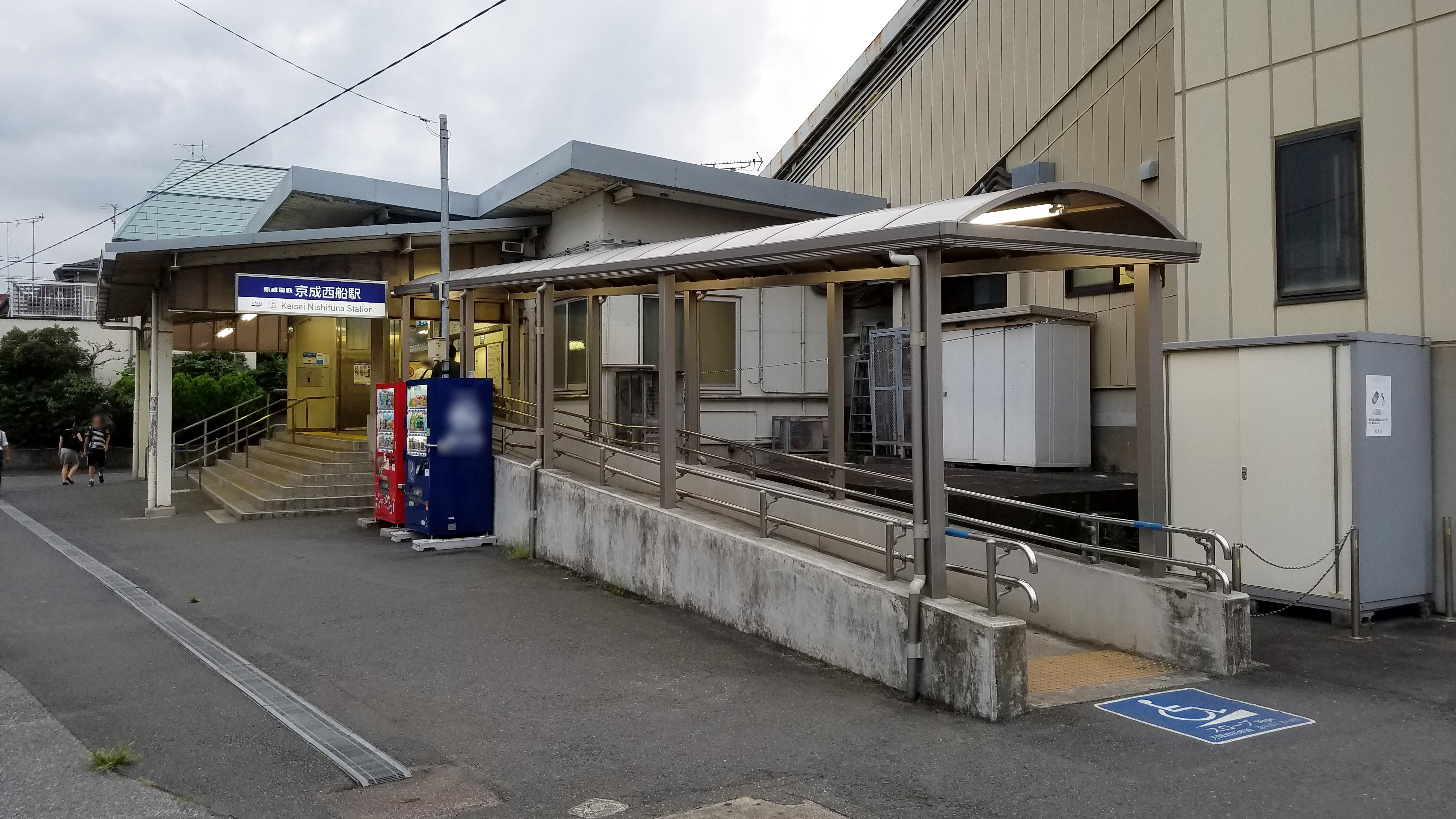
リニューアル前の駅舎（2017年8月）
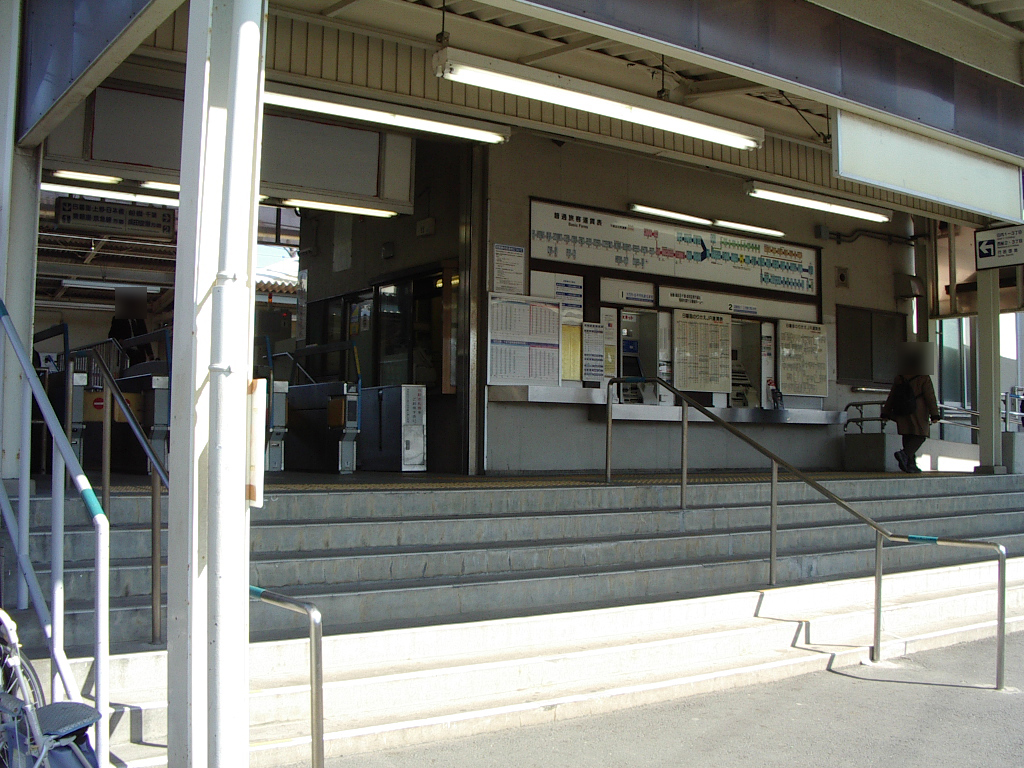
リニューアル前の改札口（2007年2月）

### 駅名の由来
開業当時、当駅周辺は東葛飾郡葛飾町（その前は葛飾村）であり、元々の駅名は葛飾駅であった。しかし葛飾町は1937年（昭和12年）の合併で船橋市の一部となり、その後1967年（昭和42年）の住居表示実施で周囲の地名が西船橋駅にちなむ「西船」になったこと、また域外の客が東京都葛飾区（旧・南葛飾郡の一部）内の駅と間違えやすいことも要因となり、京成西船駅へと改められた。なお、駅名改称後も駅北側にある船橋市立葛飾小学校や船橋市立葛飾中学校に「葛飾」の名が残っている他、西船橋駅の南西部には「葛飾町」（二丁目の残部）が町域として残っている。
元々の地名でもあり、長年慣れ親しまれてきた駅名の変更については由緒ある「葛飾」の名を残そうとする住民側と「西船」が定着しているとする京成側と対立した。話し合いの結果、自立式駅名標に（旧葛飾）と書き入れ、葛飾の地名の由来や歴史の案内板を作製して設置することで落ち着いた。取り換えられた旧駅名標は地元（船橋市立葛飾小学校）に寄贈された。京成上野方面ホーム上には「葛飾の由来」を示す船橋市の説明板がある。以前の駅名標には「（旧葛飾）」の表記が入っていたが、2010年（平成22年）に更新された際に削除された。

## 駅構造
相対式ホーム2面2線を有する地上駅。1番線ホームに改札口があり、ホーム間を連絡する跨線橋がある。バリアフリー対応で、ホームと跨線橋を結ぶエレベーターが設置されている。1番線ホームの海神寄りに直接駅外に出られる階段があるが、通常は使用されていない。自動改札機設置（3台、そのうち1台は車椅子通行可、すべてICカード対応）。
駅改札口（出入口）は南側にあるが、出入口付近には駅北側に通じる地下横断歩道が整備されている。

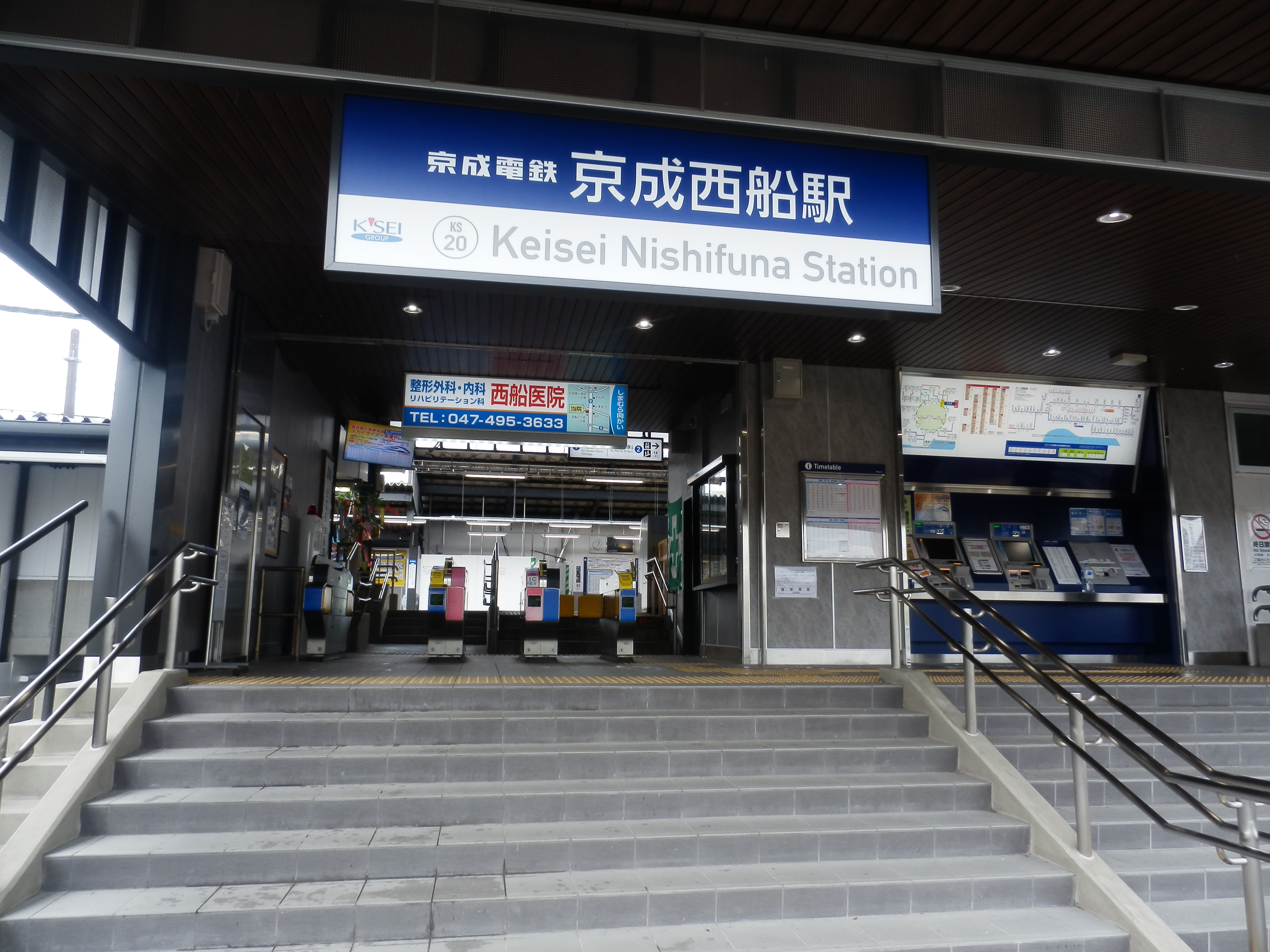
改札口（2020年6月）
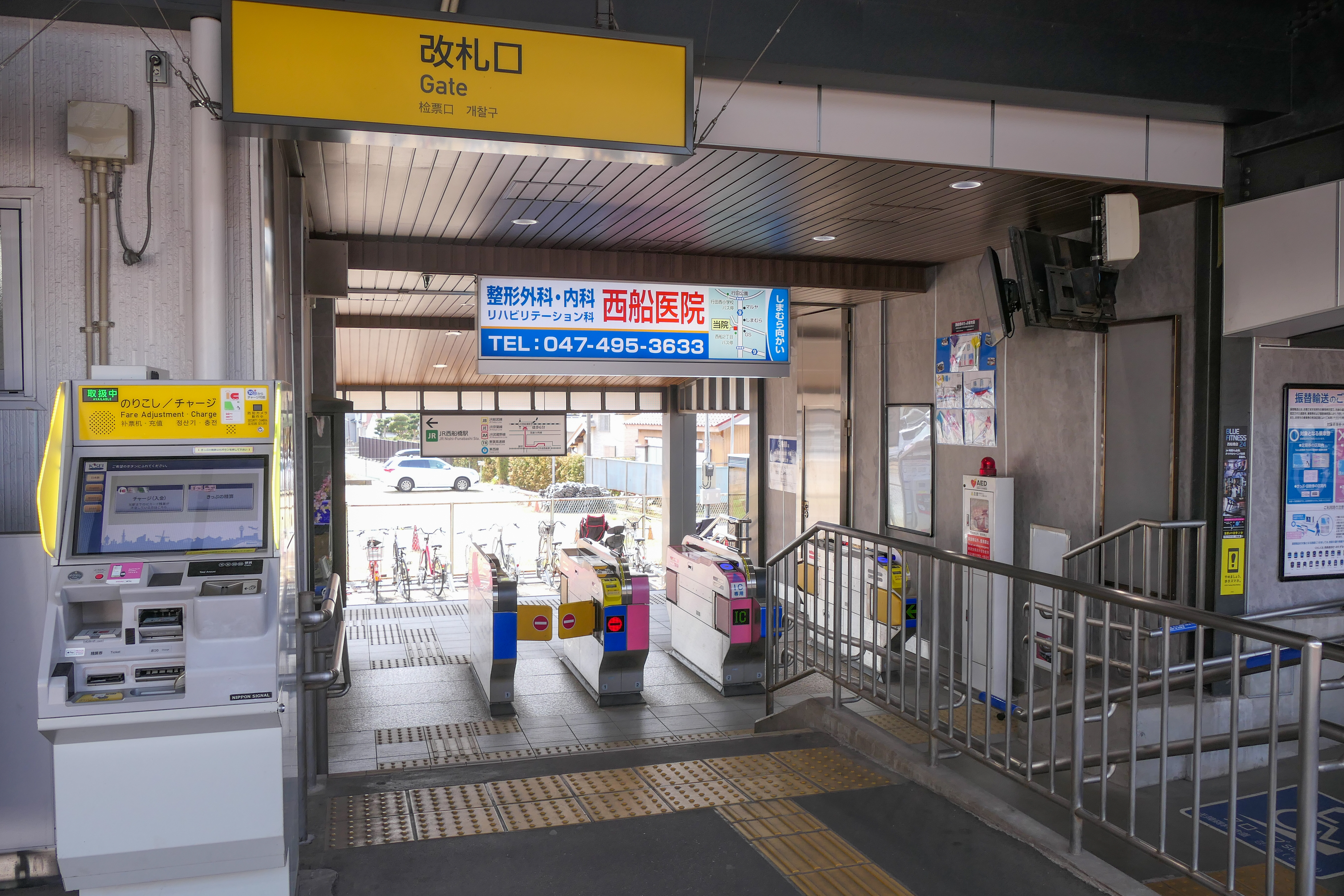
駅構内側改札口（2023年3月）

### のりば
| 番線 | 路線     | 方向 | 行先                                                             |
| ---- | -------- | ---- | ---------------------------------------------------------------- |
| 1    | 京成本線 | 上り | 京成高砂・青砥・日暮里・京成上野・押上・ 都営浅草線・ 京急線方面 |
| 2    | 京成本線 | 下り | 京成船橋・京成津田沼・ 成田空港・京成千葉・ 松戸線方面           |

- 上表の路線名は成田空港線開業後の旅客案内の名称に基づいている。

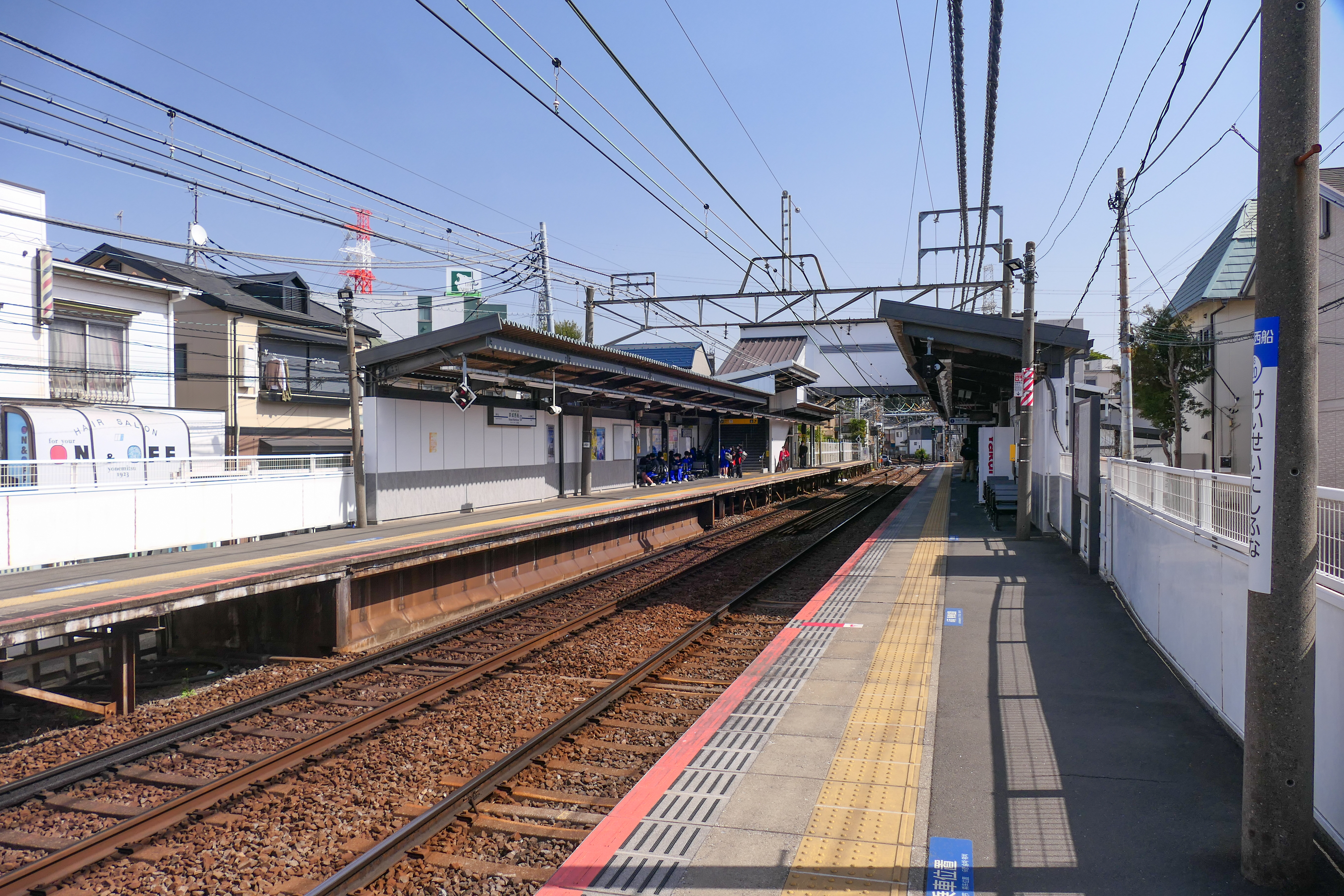
駅ホーム（2023年5月）
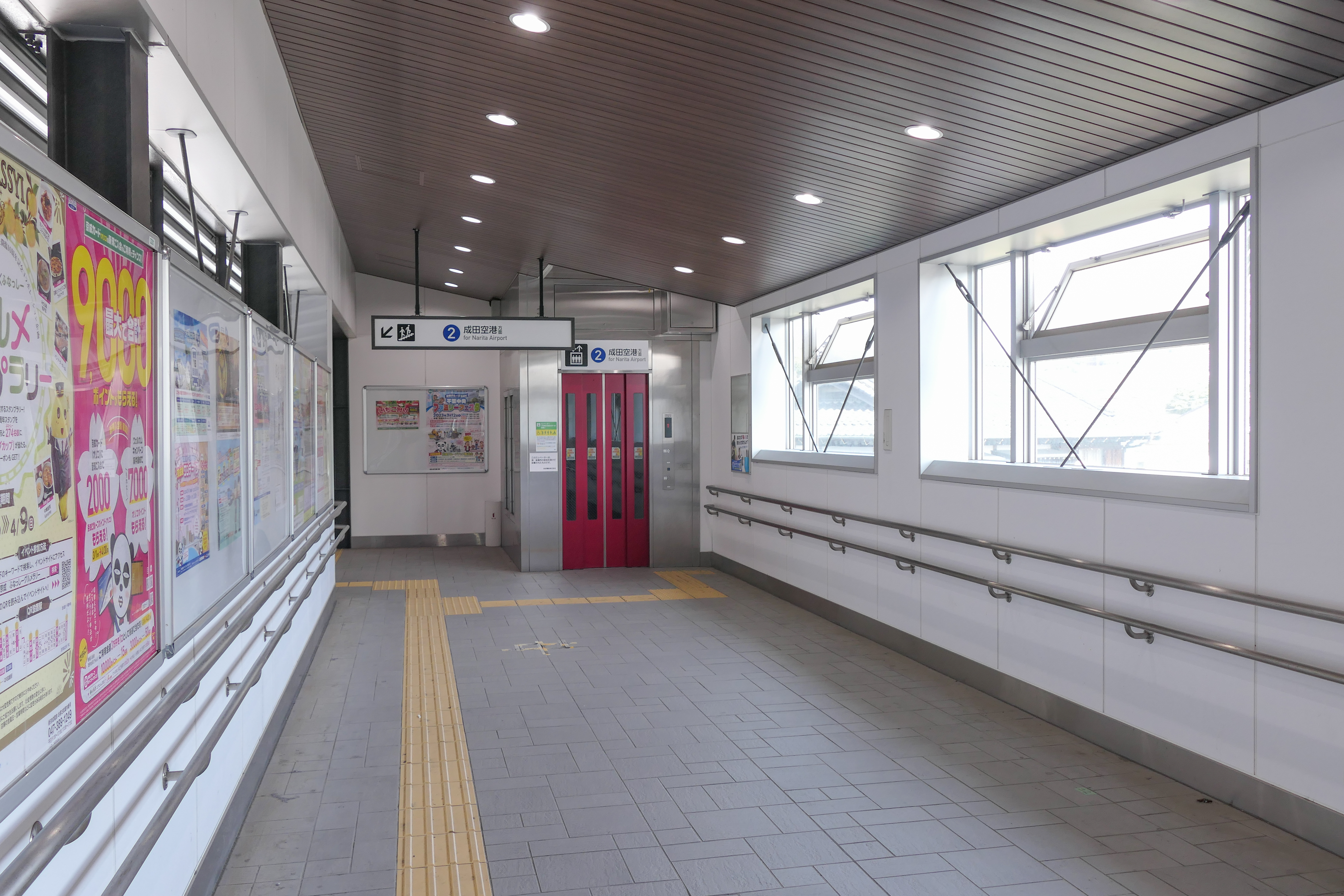
跨線橋（2023年5月）
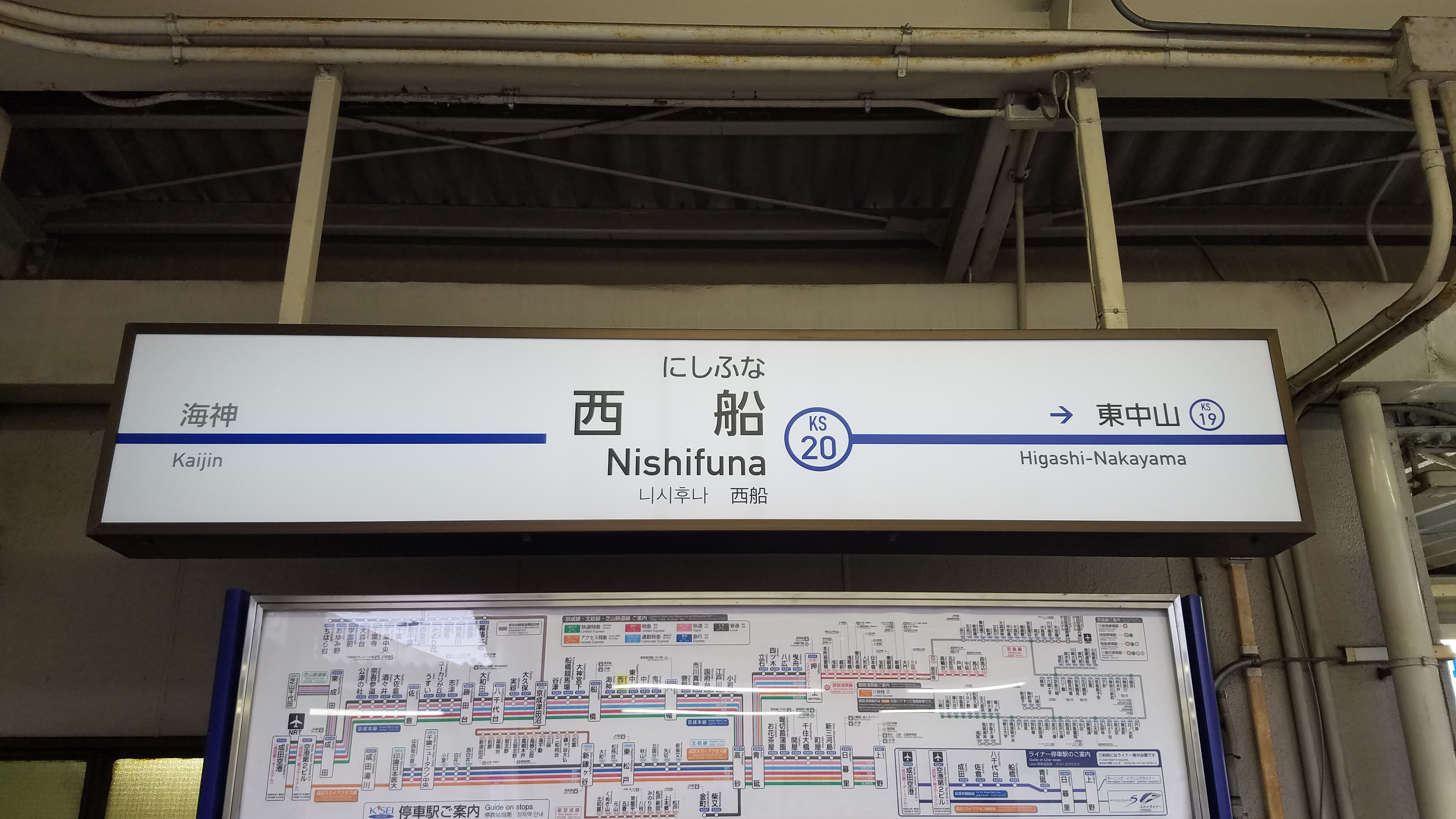
1番線駅名標（2017年8月）

## 利用状況
2024年度の1日平均乗降人員は10,702人である。
近年の1日平均乗降・乗車人員推移は下表の通り。
| 年度               | 1日平均 乗降人員 | 1日平均 乗車人員 |
| ------------------ | ---------------- | ---------------- |
| 1998年（平成10年） |                  | 4,016            |
| 1999年（平成11年） |                  | 3,963            |
| 2000年（平成12年） |                  | 3,984            |
| 2001年（平成13年） |                  | 3,949            |
| 2002年（平成14年） |                  | 3,883            |
| 2003年（平成15年） | 7,966            | 3,939            |
| 2004年（平成16年） | 7,994            | 3,958            |
| 2005年（平成17年） | 8,098            | 4,014            |
| 2006年（平成18年） | 8,344            | 4,156            |
| 2007年（平成19年） | 8,418            | 4,183            |
| 2008年（平成20年） | 8,243            | 4,102            |
| 2009年（平成21年） | 8,297            | 4,141            |
| 2010年（平成22年） | 8,596            | 4,280            |
| 2011年（平成23年） | 8,796            | 4,378            |
| 2012年（平成24年） | 9,181            | 4,563            |
| 2013年（平成25年） | 9,532            | 4,730            |
| 2014年（平成26年） | 9,796            | 4,861            |
| 2015年（平成27年） | 9,964            |                  |
| 2016年（平成28年） | 10,315           |                  |
| 2017年（平成29年） | 10,686           |                  |
| 2018年（平成30年） | 11,037           |                  |
| 2019年（令和元年） | 10,934           |                  |
| 2020年（令和02年） | 8,428            |                  |
| 2021年（令和03年） | 9,306            | 4,653            |
| 2022年（令和04年） | 10,006           | 4,998            |
| 2023年（令和05年） | 10,575           | 5,294            |
| 2024年（令和06年） | 10,702           | 5,367            |

## 駅周辺

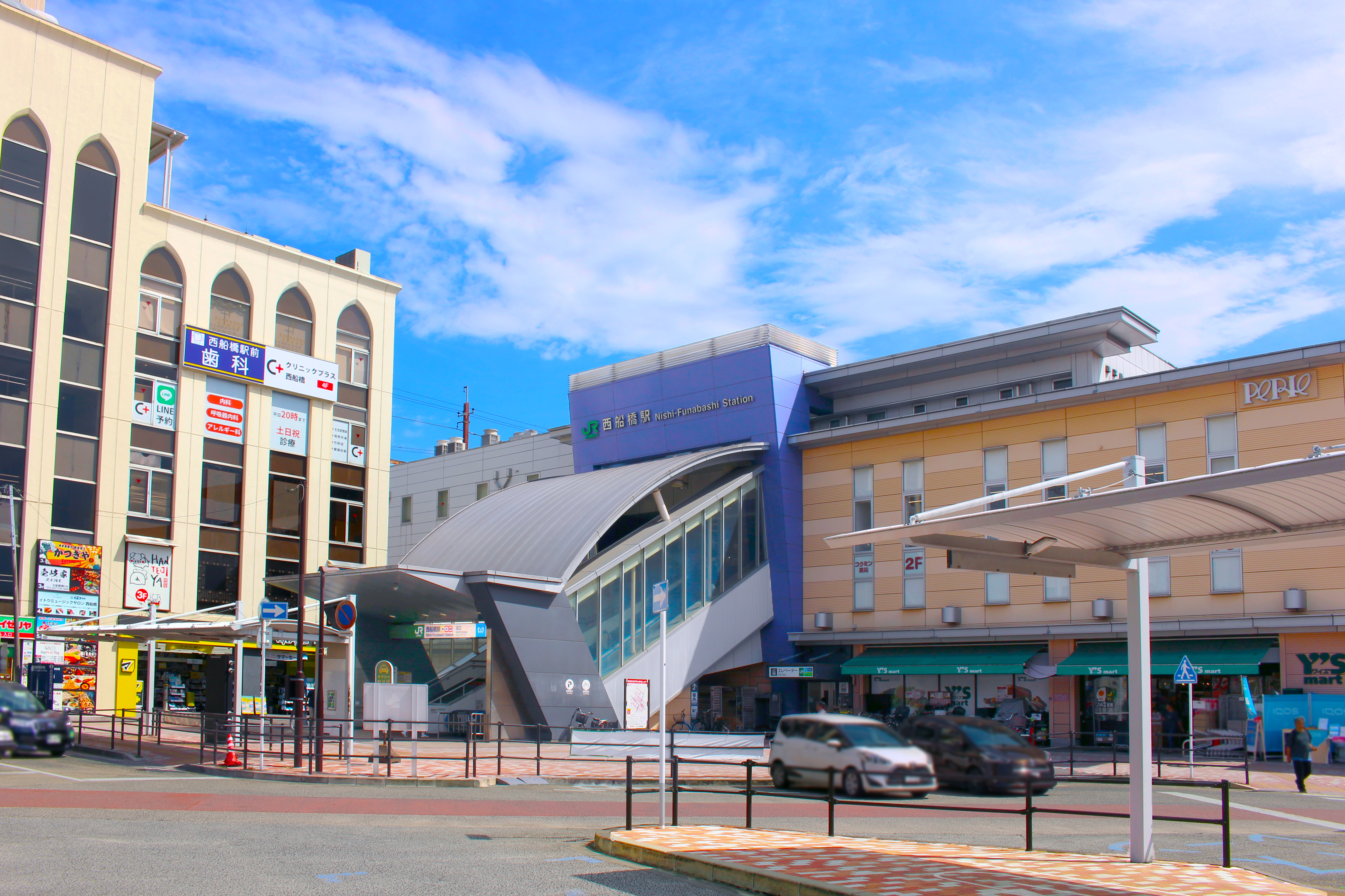
西船橋駅（JR東日本・東京メトロ・東葉高速鉄道）

駅南側には京葉道路（原木インターチェンジ）、国道14号（千葉街道）、千葉県道179号船橋行徳線、駅西側には千葉県道180号松戸原木線、千葉県道283号若宮西船市川線、駅東側には千葉県道9号船橋松戸線が通る。
以下、国道14号（千葉街道）より北側の施設等一覧。
- ファミリーマート京成西船店
- 船橋市役所 西船橋出張所

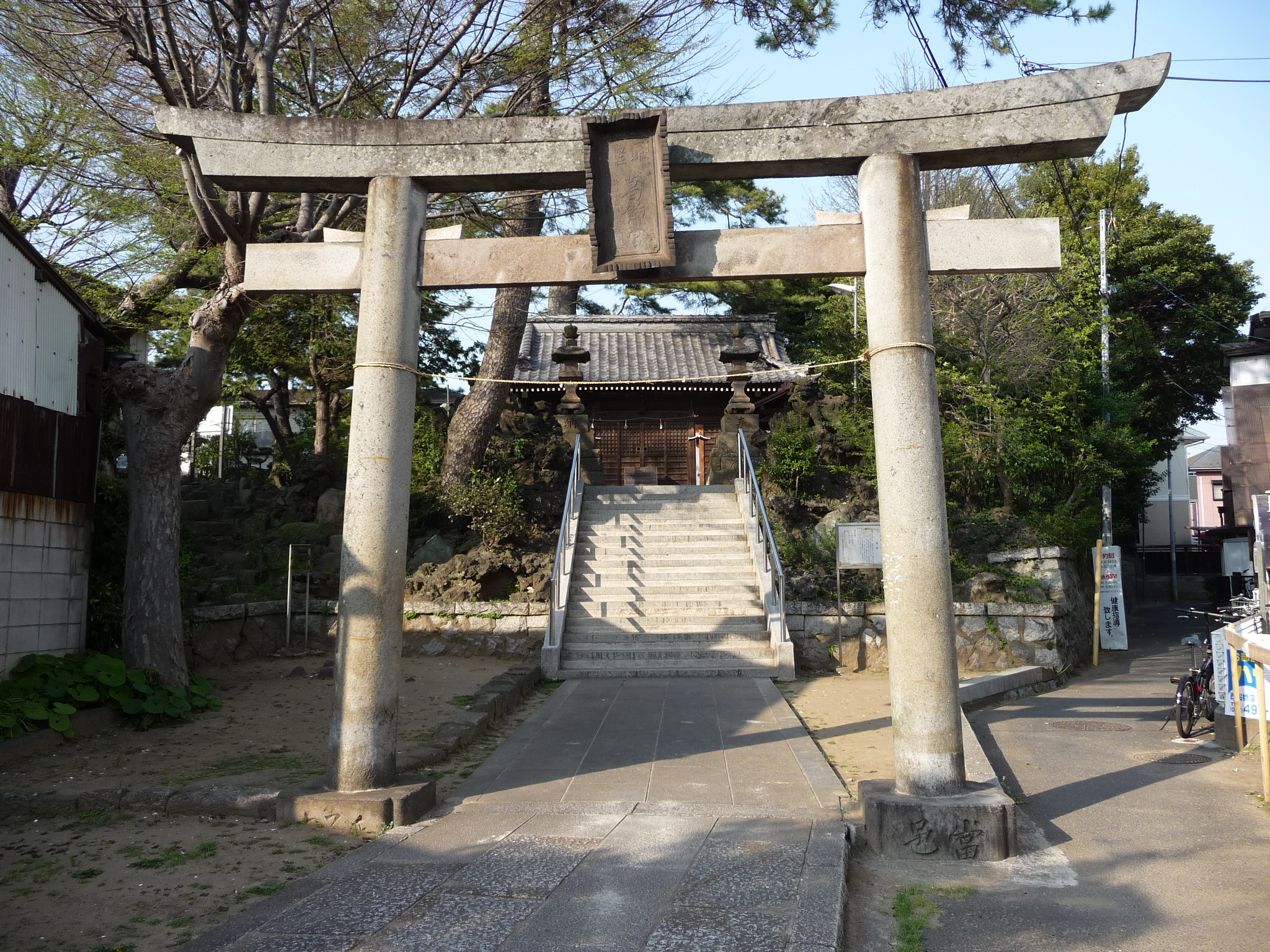
船橋市葛飾公民館
- 船橋市立葛飾小学校
- 船橋市立葛飾中学校
- 船橋市立西海神小学校
- 葛飾幼稚園
- みずほ銀行 西船橋支店
- JAちば東葛 西船支店
- 生活協同組合コープみらい ミニコープ西船店
- マルヤ 西船橋店
- くすりの福太郎 船橋古作店
- くすりの福太郎 行田店
- ファッションセンターしまむら 西船店
- TSUTAYA 西船橋店
- ニコニコレンタカー 京成西船駅店
- ガッツレンタカー 千葉船橋店
- 千葉トヨペット 中山店
- 葛飾神社
- 正延寺
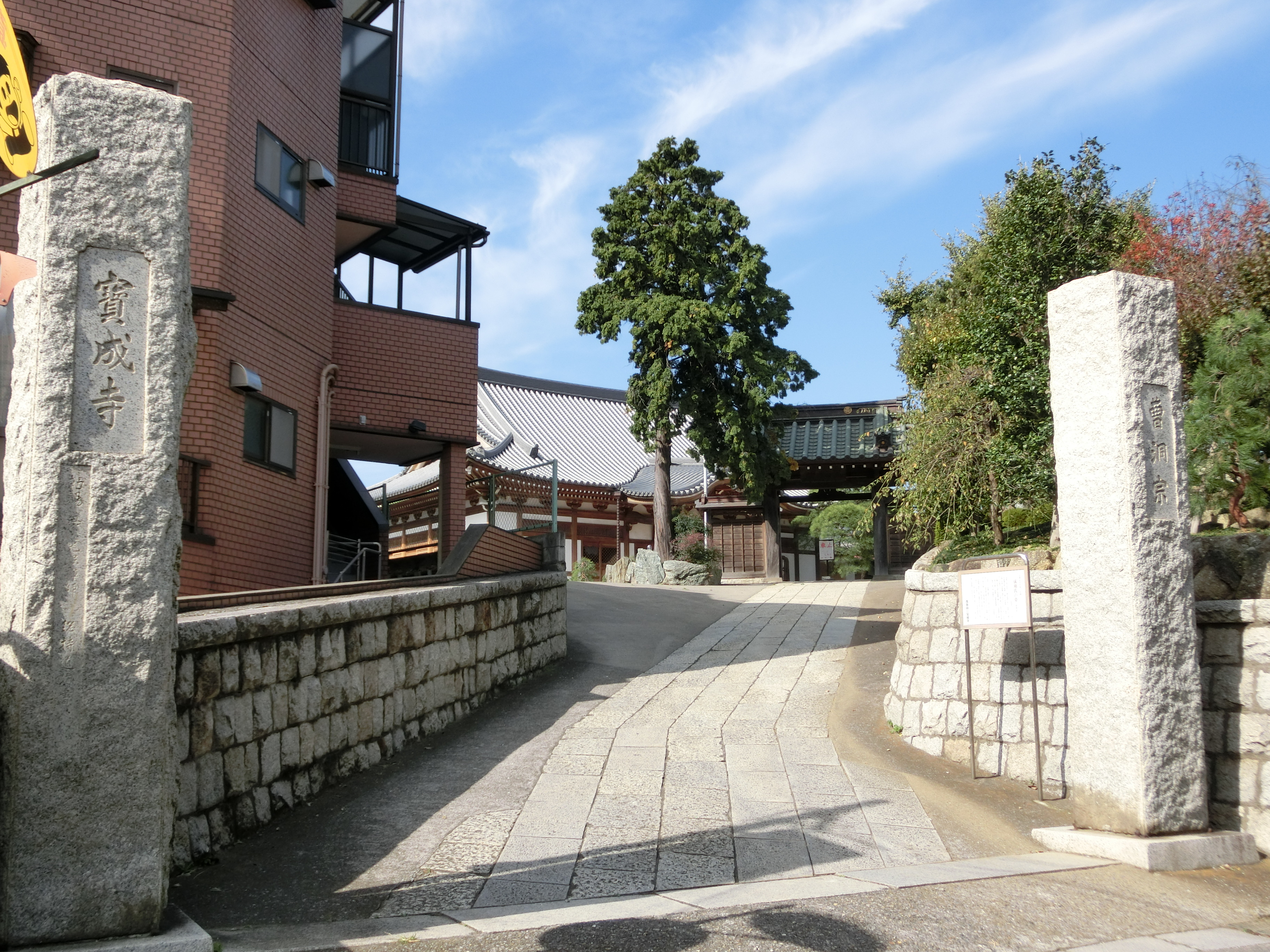
宝成寺
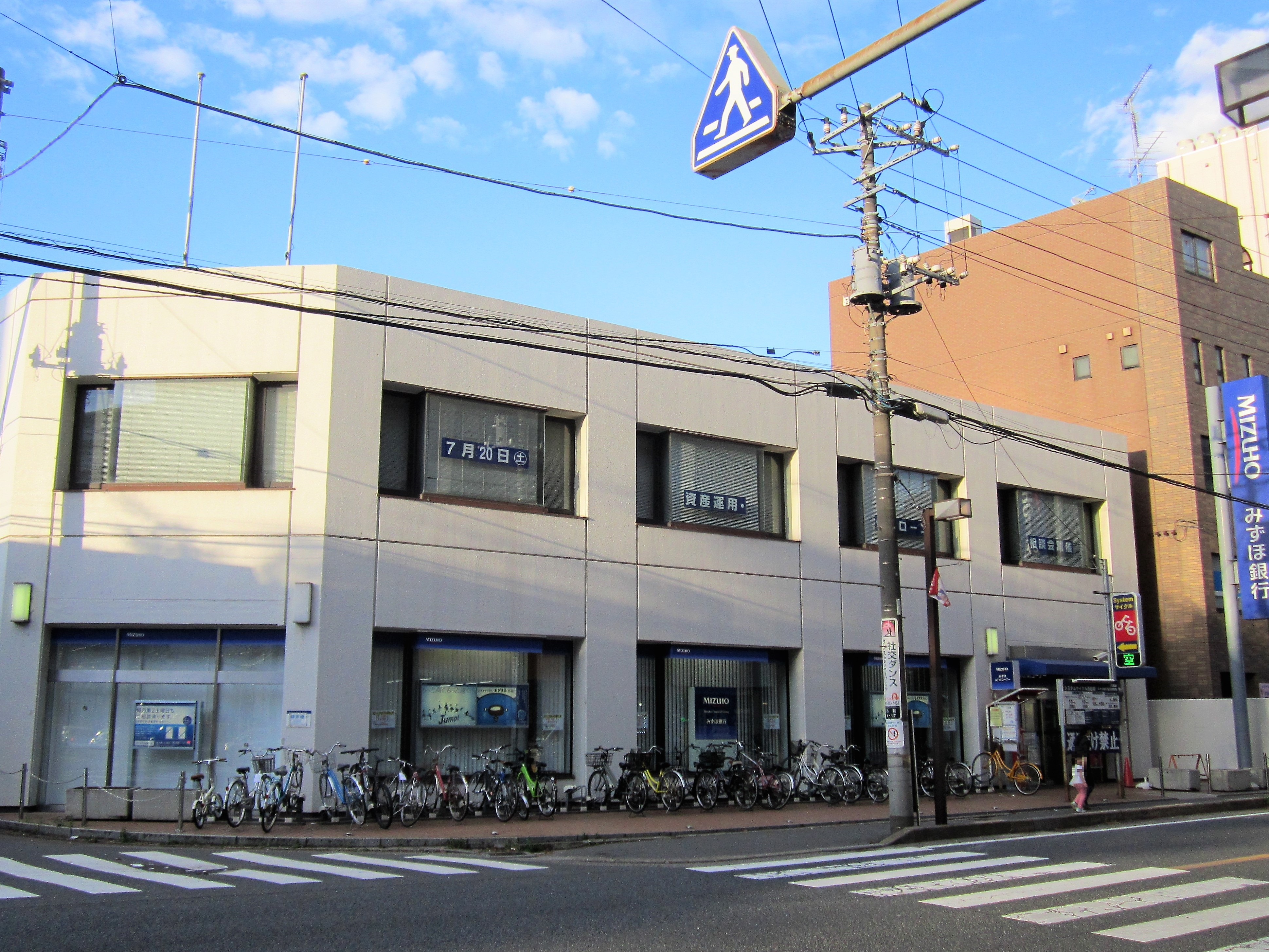
みずほ銀行 西船橋支店

- 勝間田公園

- 葛飾神社
- 宝成寺
- みずほ銀行 西船橋支店

## バス路線
| のりば     | 系統                     | 主要経由地             | 行先                     | 運行会社 | 備考         |
| ---------- | ------------------------ | ---------------------- | ------------------------ | -------- | ------------ |
| 京成西船駅 | Fs01                     | 行田団地・前貝塚・桐畑 | ファイターズタウン鎌ケ谷 | 京成バス |              |
| 京成西船駅 | Fs02                     | 行田団地・前貝塚・桐畑 | 市川営業所               | 京成バス | 深夜バスあり |
| 京成西船駅 | Fs03                     | 行田団地・前貝塚       | 桐畑                     | 京成バス | 深夜バスあり |
| 京成西船駅 | Fs04                     |                        | 行田団地                 | 京成バス | 深夜バスあり |
| 京成西船駅 | Fs05                     | 行田団地               | 前貝塚                   | 京成バス |              |
| 京成西船駅 | Fs01 Fs02 Fs03 Fs04 Fs05 |                        | 西船橋駅                 | 京成バス |              |

## 隣の駅
京成電鉄
 本線
■快速特急・■特急・■通勤特急・■快速
通過（JR線のダイヤが乱れた場合は臨時停車を行う場合あり）
■普通
東中山駅 (KS19) - 京成西船駅 (KS20) - 海神駅 (KS21)